# 에밀 앙리오트
에밀 앙리오트(Émile Henriot, 1885년 7월 2일 ~ 1961년 2월 1일)는 프랑스의 화학자이다.
그는 포타슘(칼륨)과 루비듐이 자연적으로 방사성임을 밝혀냈다.
그는 매우 높은 각속도를 생성하는 방법을 검토하고 적절하게 배치 된 공기 제트는 매우 빠른 속도로 정상을 회전하는 데 사용할 수 있는 것으로 밝혔다.
이 기술은 후에 초 원심 분리기를 구축하는 데 사용했다.
그는 전자현미경의 개척자였고, 그는 복굴절과 분자 진동에 대해서 연구했다.
그는 마리 퀴리 산하, 1912년 파리 소르본에서 그의 물리학 DSc를 얻었다.

## 참고 자료
- L. Marton (1961). “Obituaries: Prof. E. Henriot”. 《Nature》 190 (4779): 861. Bibcode:1961Natur.190..861M. doi:10.1038/190861a0.
- Biographie Nationale publiée par L’Académie Royale des Sciences, des Lettres et des Beaux-Arts de Belgique, Établissements Émile Bruylant: 1866-1986, vol. 12 (suppl.), col 421-423.
- Acad. Roy. Belg. Ann., 1964, 130, pp. 47–59.
- Acad. Roy. Sci. Bull. Cl. Sci., 1961, 47, p. 680.
- Le Radium, 1908, 5, pp. 41–46